# Saracen
Saracen is een historisch merk van motorfietsen.
Saracen Engineering Ltd., Stafford Mills, Thrupp, Stround, later David Brand & Co. Ltd (Saracen Division), Old’s Approach, Watford, Hertfordshire (1967-1974).
Engels merk dat sportieve modellen, voornamelijk trial- en enduromotoren met 123 cc Sachs-blokjes bouwde. Later was er ook een 188 cc trialmodel en 244 cc crossers met Mickmar-tweetaktmotor.